# South Cave
South Cave – miasto w Anglii, w hrabstwie East Riding of Yorkshire. Leży 18 km na zachód od miasta Hull i 253 km na północ od Londynu. W 2001 miasto liczyło 4515 mieszkańców.